# Abus sexuels dans la communauté mennonite de Manitoba
Les abus sexuels dans la communauté mennonite de Manitoba (Bolivie) est une affaire judiciaire mettant en cause huit hommes de confession mennonite et membres d'une communauté mennonite indépendante fondamentaliste dans cette ville. Ils sont accusés d'avoir agressé sexuellement plus de 150 femmes entre 2005 et 2009 et condamnés en 2011 à des peines de prison.

## Historique
De 2005 à 2009, des familles d'une communauté mennonite indépendante fondamentaliste à Manitoba sont droguées pendant leur sommeil, dans leur maison, à l'aide d'un sédatif destiné aux bêtes. Une fois l'ensemble des membres de la famille inconscients, des hommes de la communauté pénètrent dans les maisons et violent les femmes et les jeunes filles. Les victimes sont âgées de 3 à 65 ans. Celles-ci se réveillent le matin dans un état comateux sans se souvenir de ce qu'il s'est passé la nuit, mais elles ont le corps meurtri, parfois couvert de bleus et en sang. En 2009, des hommes de la communauté sont surpris dans ces viols et arrêtés. Avant cette découverte, les agressions étaient attribués au sein de la communauté à un fantôme ou à un démon,,.
En 2009, huit hommes, tous de confession mennonite, sept de la communauté du Manitoba et un d'une communauté voisine sont mis en cause. Les agresseurs sont livrés à la police bolivienne par les responsables de la communauté. En août 2011, les huit accusés sont jugés coupables des accusations de viol. Sept sont condamnés à 25 ans de prison. Le vétérinaire Weiber, qui a fourni le sédatif, est condamné à 12 ans. Les avocats des agresseurs envisagent de faire appel. Un neuvième homme accusé de viols est toujours en fuite.
Une enquête de 2013 a révélé une continuité de cas similaires d'agressions sexuelles, bien que les hommes condamnés en 2011 soient en prison.

## Fiction
En 2018, l'écrivaine Miriam Toews publie le roman Women Talking, traduit en 2019 en français par Ce Qu’elles disent . L'autrice s'est inspirée de ces évènements d'agressions sexuelles dans la colonie mennonite de Manitoba fondamentaliste. Pour Miriam Toews : « Il s’agit là d’un type de communauté très isolée et régie par l’autoritarisme, où la misogynie vient d’une interprétation fondamentaliste des Écritures. Les femmes sont illettrées, et elles ne peuvent pas s’exprimer ».
Women Talking est un film dramatique américain écrit et réalisé par Sarah Polley, et basé sur le roman de Miriam Toews.